# Соцков, Лев Филиппович
Лев Филиппович Соцков (30 марта 1932, Ленинград — 15 июня 2022, Москва) — российский деятель спецслужб, генерал-майор Службы внешней разведки России (СВР) в отставке, писатель.

## Биография
Лев Филиппович родился 30 марта 1932 в Ленинграде.
Окончил факультет международных отношений МГИМО. С 1959 года более 40 лет проработал в зарубежных и центральном аппаратах внешней разведки.
Автор ряда книг по истории разведки, в том числе сборников архивных документов: «Прибалтика и геополитика», «Агрессия» и «Секреты польской политики. 1935-1945».
Скончался 15 июня 2022 года в Москве. Предварительная причина — cуицид. Рядом с погибшим обнаружен наградной пистолет ТТ и записка. В ней Соцков написал, что оружие является реликвией боев на реке Халхин-Гол, которое он получил, когда был представителем при спецслужбе Монголии.

## Награды и звания
- Лауреат премии СВР в области литературы и искусства за книгу «Операция „Тарантелла“» (2006)[10]
- Генерал-майор[11]